# The Prime Time Players
Palmarès
1 fois Champion par équipe de la WWE
The Prime Time Players était une équipe de catcheurs face composée de Darren Young et Titus O'Neil. Ils travaillaient à la World Wrestling Entertainment .

## Carrière

### World Wrestling Entertainment (2012-2016)

#### NXT Rédemption et avant la formation (2011-2012)
Initialement, O'Neil et Young étaient rivaux à la NXT, lors de la cinquième saison, nommé NXT Rédemption. 
O'Neil a ensuite formé une alliance avec son ancien ennemi Young et le duo a fait équipe pour vaincre Watson et Riley le 1er février et le 29 février à NXT Redemption .

#### Smackdown et Course au WWE Tag Team Championship (2012-2013)
L'équipe a fait ses débuts le 20 avril 2012 à SmackDown avec une victoire face aux Usos. Le  1er juin à SmackDown, O'Neil et Young se sont nommés eux-mêmes « The Prime Time Players ». Le 17 juin lors de No Way Out, ils gagnent un Fatal 4 Way  match par équipe et deviennent les challengers no 1 au WWE Tag Team Championship, mais ils ne les remporteront pas.

#### Face Turnet fin de l'équipe (2013-2014)
Darren Young et Titus O'Neil battent The Real Americans (Antonio Cesaro et Jack Swagger) et font un Face Turn[Quand ?]. Le 15 septembre 2013 à Night of Champions, ils gagnent un Guntlet Match lors du Pré-Show et obtiennent un match pour les WWE Tag Team Championship face au Shield plus tard dans la soirée, match qu'ils perdent.
L'équipe prend fin lors du SmackDown du 31 janvier 2014 à la suite d'une dispute entre les deux hommes après une défaite face à Ryback et Curtis Axel.
Ils s'affrontent à Elimination Chamber le 23 février, où Titus O'Neil ressort vainqueur de la confrontation.

#### Retour et course au WWE Tag Team Championship (2015)
Le 16 février 2015 à Raw, Titus O'Neil sauve Darren Young d'une attaque de The Ascension et reforme l'équipe un an après sa séparation. Ils n'arrivent pas à récupérer les titres par équipe de la WWE lors d'Elimination Chamber dans un Elimination Chamber match, qui incluaient Los Matadores, The Lucha Dragons, The New Day, The Ascension et Tyson Kidd & Cesaro.

#### WWE Tag Team Champions et perte des titres (2015-2016)
Le 14 juin lors de Money in the Bank, ils battent The New Day (Big E et Xavier Woods) et remportent les Championnats par équipes de la WWE . Le 19 juillet lors de Battleground, ils battent à nouveau The New Day et conserve leur titre par équipe.
Le 23 août lors de SummerSlam, ils perdent leurs titres au profit de The New Day dans un Fatal four way tag team match qui comprenait The Lucha Dragons et Los Matadores.

## Membres de l'équipe
| Identité     | Période                                                            | Notes                        |
| ------------ | ------------------------------------------------------------------ | ---------------------------- |
| Darren Young | 25 janvier 2012 – 31 janvier 2014 16 février 2015 – 8 février 2016 | 1 fois WWE Tag Team Champion |
| Titus O'Neil | 25 janvier 2012 – 31 janvier 2014 16 février 2015 – 8 février 2016 | 1 fois WWE Tag Team Champion |
| A.W          | 17 juin 2012 – 10 août 2012                                        | Manager de l'équipe          |

## Palmarès
- World Wrestling Entertainment
  - 1 fois Champion par équipe de la WWE